# Acanthosis nigricans
Acanthosis nigricans (acanthose= verdikking van de opperhuid, nigricans= 'verzwartend') is een huidbeeld met verdikking van de huid in de oksels, liezen, bilnaad, nek, rond de navel. Door deze verdikking is de huid vaak donker verkleurd, alsof de huid vuil is. Daarnaast groeien er wrat-achtige bultjes, die acrochordon of 'skin tags' genoemd worden. De huidstructuur van de handpalmen kan toegenomen zijn.
Soms staan de papels erg op de voorgrond, en vallen vooral de plotseling ontstane 'wratten' op handen, romp en gelaat op. Deze variant wordt (in het Engels) florid cutaneous papillomatosis genoemd. Anders dan bij gewone wratten, is er geen virus aantoonbaar. Ook bij histologisch onderzoek ontbreken de kenmerken van een virusinfectie.
Er zijn verschillende oorzaken van acanthosis nigricans:
- Overgewicht (werd vroeger pseudoacanthosis nigricans genoemd)
- Medicatie: vooral insuline, anticonceptiepil, corticosteroïden, fenytoine.
- Endocriene ontregeling: Diabetes mellitus, hypofysetumor, syndroom van Cushing, polycysteus-ovariumsyndroom
- Paraneoplastisch: als uiting van een kanker, vooral adenocarcinoom van het maag-darmstelsel. Dit wordt wel 'maligne AN' genoemd. De verschijnselen aan de huid zijn nog weleens het eerste symptoom van de kanker. Maar slechts bij een zeer klein deel van de mensen met acanthosis nigricans wordt dit veroorzaakt door kanker.
- Aanleg: soms komt het in families voor.

Mogelijk zou de verdikking van de huid veroorzaakt worden door een aanmaak van groeifactoren, maar het is nog onduidelijk welke groeifactoren dat zouden zijn. Sommigen claimen dat het vooral een uiting is van insulineresistentie.
Behandeling van acanthosis nigricans is moeizaam. Toepassing van zalf met tretinoïne of salicylzuur kan soms helpen. Ook acitretine als tabletten is geprobeerd. Daarnaast moet natuurlijk gezocht worden naar de onderliggende oorzaak. Behandeling daarvan verbetert vaak (ook) de klachten. De skintags kunnen wel eenvoudig worden verwijderd.